# Roland Collombin
Roland Collombin, född 17 februari 1951 i  Versegères, är en schweizisk före detta alpin skidåkare.
Collombin blev olympisk silvermedaljör i störtlopp vid vinterspelen 1972 i Sapporo.